# Аитов, Абдрашит
Абдрашит Аитов — участник Крестьянской войны 1773 — 1775 гг. в чине полковника.

## Биография
Абдрашит Аитов родился в семье ясачных татар д. Абдулово Бугульминского ведомства.
Примкнул к восстанию Е. Пугачёва в ноябре 1773 года и был одним из предводителей повстанческого движения в Башкортостане.
Отряд Аитова А. действовал в районе п. Мелекеса, Тиинска, Биляр-Озера и других населённых пунктов Казанской губернии, Черемшанской крепости, Новой Закамской линии и Бугульминской слободы.
В феврале 1774 года взят в плен в бою с правительственными войсками под командованием П. Д. Мансурова около Бузулукской крепости.
Находился под следствием в Оренбургской секретной комиссии, был бит кнутом.
Дальнейшая судьба неизвестна.